# Окиснення за Корі — Кімом
Окиснення за Корі — Кімом — метод окиснення первинних і вторинних спиртів у альдегіди та кетони.
Незважаючи на те, що окиснення за Корі — Кімом має перевагу над окисненням за Сверном, дозволяючи проводити реакцію за температури вище −25 °C, ця реакція є менш популярною через необхідність працювати з диметилсульфідом — отруйною леткою речовиною з відразливим запахом.